# Food for Scandal
Food for Scandal er en amerikansk stumfilm fra 1920 af James Cruze.

## Medvirkende
- Wanda Hawley som Sylvia Figueroa
- Harrison Ford som Watt Dinwiile
- Ethel Grey Terry som Nancy Horner
- Margaret McWade som Maria Serra
- Minnie Devereaux som Paola
- Juan de la Cruz som Tizapitti
- Sidney Bracey som Padre
- Lester Cuneo som Jack Horner